# Orogenèse alpine
Pour les articles homonymes, voir Orogenèse (homonymie).
L'orogenèse alpine est une des orogenèses du Cénozoïque. Elle est à l'origine de la ceinture alpine, et est encore en train de se dérouler.
Cette orogenèse s'est amorcée avec la remontée vers le nord de l'Arabie et de l'Afrique, et celle du sous-continent indien vers l'Eurasie, engendrant la fermeture de l'océan Téthys. Avec la collision des masses continentales, de nombreuses chaînes de montagnes se sont formées, constituant la ceinture alpine composée des massifs s'étirant du Maroc à la péninsule indochinoise en passant par l'Afrique du Nord, l'Europe et traversant toute la bordure méridionale de l'Asie. D'ouest en est, on trouve ainsi l'Atlas, les chaînes de montagnes de la péninsule Ibérique (cordillères Bétiques, Pyrénées, etc.), les Alpes, les chaînes de montagnes d'Europe du Sud (Apennins, Balkans, Carpates, etc.), les chaînes de montagnes d'Anatolie (monts Taurus, chaîne pontique, etc.), le Caucase, les chaînes de montagnes d'Iran (Zagros, Elbourz, etc.), l'Hindou Kouch, le Pamir, l'Himalaya et les chaînes de montagnes du sud-ouest de la Chine et de l'Indochine.